# Sergio Escudero (football, 1989)
Pour les articles homonymes, voir Sergio Escudero et Escudero.
Sergio Escudero Palomo (né le 2 septembre 1989 à Valladolid), plus connu sur le nom de Sergio Escudero, est un joueur de football espagnol, évoluant au poste de défenseur au Deportivo la corogne.

## Biographie
Sergio Escudero n'a jamais connu les centres de formation, il joue en jeune dans un petit club de sa ville natale, le Betis Valladolid.
En 2007, il s'engage au Real Murcie, un club de Liga Adelante. Il y fait sa première apparition professionnelle lors de la fin de saison 2008-09. En 2009-10, il est titulaire et dispute 25 matchs de championnat, inscrivant un but.
Repéré par le club allemand du FC Schalke 04, il s'y engage lors du mercato d'été 2010 pour un montant de 2 M€ et un contrat de quatre ans.
Sergio Escudero fait ses débuts en tant que titulaire le 26 février 2011 lors d'un match nul (1-1) contre le 1.FC Nuremberg.

## Palmarès
- FC Schalke 04
  - Vainqueur de la Coupe d'Allemagne : 2011
- Séville FC
  - Vainqueur de la Ligue Europa : 2016
  - Finaliste de la Supercoupe de l'UEFA : 2020